# Anouk Purnelle-Faniel
Anouk Purnelle-Faniel (ur. 5 stycznia 1995) – kanadyjska narciarka dowolna, specjalizująca się w slopestyle'u. W zawodach Pucharu Świata zadebiutowała 27 lutego 2015 roku w Park City, zajmując czwarte miejsce. Tym samym już w swoim debiucie zdobyła pierwsze pucharowe punkty. Na podium zawodów pucharowych po raz pierwszy stanęła 14 stycznia 2017 roku w Font Romeu, zajmując trzecie miejsce. Wyprzedziły ją tam jedynie Francuzka Tess Ledeux oraz Johanne Killi z Norwegii.

## Osiągnięcia

### Puchar Świata

#### Miejsca w klasyfikacji generalnej
- sezon 2014/2015: 84.
- sezon 2016/2017:

#### Miejsca na podium w zawodach
1. Font-Romeu – 14 stycznia 2017 (slopestyle) – 3. miejsce